# 202 км (зупинний пункт, Львівська залізниця)
202 кіломе́тр — пасажирський залізничний зупинний пункт Ужгородської дирекції Львівської залізниці.
Розташований у селі Кострина, Великоберезнянський район Закарпатської області на лінії Самбір — Чоп між станціями Кострино (2 км) та Соля (3 км).
Станом на травень 2019 року щодня чотири пари електропотягів прямують за напрямком Сянки — Мукачево.